# Pete Townshend
Peter Dennis Blandford Townshend (Chiswick, 19 de maio de 1945) é um músico inglês. Ele é o cofundador, líder, guitarrista, segundo vocalista e principal compositor do The Who, uma das bandas de rock mais influentes das décadas de 1960 e 1970. Devido ao seu estilo de tocar agressivo e técnicas inovadoras de composição, os trabalhos de Townshend com o Who e em outros projetos lhe renderam elogios da crítica.
Townshend escreveu mais de 100 canções para 12 álbuns de estúdio do Who. Isso inclui álbuns conceituais, as óperas rock Tommy (1969) e Quadrophenia (1973), além de músicas populares de rock nas rádios, como Who's Next (1971); bem como dezenas de outras que apareceram como singles não pertencentes ao álbum, faixas bônus em reedições e faixas em álbuns de compilação de raridades, como Odds & Sods (1974). Ele também escreveu mais de 100 músicas que apareceram em seus álbuns solo, bem como jingles de rádio e temas de televisão.
Embora conhecido principalmente como guitarrista, Townshend também toca teclado, banjo, acordeão, harmônica, ukulele, bandolim, violino, sintetizador, baixo e bateria; ele é autodidata em todos esses instrumentos e toca em seus próprios álbuns solo, em vários álbuns do Who e como colaborador convidado em uma série de gravações de outros artistas. Townshend também contribuiu e foi autor de muitos artigos de jornais e revistas, resenhas de livros, ensaios, livros e roteiros, e colaborou como letrista e compositor para muitos outros atos musicais.
Em 1983, Townshend recebeu o Brit Award pelo conjunto de sua obra e em 1990 foi introduzido no Rock and Roll Hall of Fame como membro do Who. Townshend foi classificado em 3º lugar na lista de Dave Marsh de 1994 dos Melhores Guitarristas do The New Book of Rock Lists. Em 2001, ele recebeu o prêmio Grammy pelo conjunto de sua obra como membro do Who; e em 2008 ele recebeu honras do Kennedy Center. Ele foi classificado em 10º lugar na lista dos 50 melhores guitarristas de 2011 da Gibson.com, e em 10º lugar na lista atualizada de 2011 da Rolling Stone dos 100 maiores guitarristas de todos os tempos. Ele e Roger Daltrey receberam o Prêmio George e Ira Gershwin pelo conjunto de sua obra musical na UCLA em 21 de maio de 2016.

## Biografia
Townshend nasceu em Chiswick, oeste de Londres, no Chiswick Hospital, Netheravon Road, no Reino Unido. Ele veio de uma família musical: seu pai, Cliff Townshend, era saxofonista alto profissional na banda de dança da Royal Air Force, os Squadronaires, e sua mãe, Betty (nascida Dennis), era cantora das orquestras Sydney Torch e Les Douglass. Os Townshends tiveram um casamento volátil, pois ambos bebiam muito e possuíam temperamento explosivo. Cliff Townshend estava frequentemente longe de sua família em turnê com sua banda enquanto Betty cuidava de casos com outros homens. Os dois se separaram quando Townshend era criança e ele foi enviado para morar com sua avó materna Emma Dennis, a quem Pete mais tarde descreveu como "clinicamente louca". A separação de dois anos terminou quando Cliff e Betty compraram juntos uma casa na Woodgrange Avenue, em Acton, de classe média, e o jovem Pete se reencontrou felizmente com seus pais. Seu bairro era um terço polonês, e uma família judia devota no andar de cima dividia sua casa com eles e cozinhava com eles - muitos dos amigos mais próximos de seu pai eram judeus.
Townshend diz que não teve muitos amigos enquanto crescia, então passou grande parte de sua infância lendo romances de aventura como As Viagens de Gulliver e A Ilha do Tesouro.  Ele gostava das frequentes excursões de sua família ao litoral e à Ilha de Man. Foi em uma dessas viagens, no verão de 1956, que ele assistiu repetidamente ao filme Rock Around the Clock, de 1956, despertando seu fascínio pelo rock and roll americano. Não muito tempo depois, ele foi ver Bill Haley se apresentar em Londres, o primeiro show de Townshend. Na época, ele não se via seguindo carreira como músico profissional; em vez disso, ele queria se tornar jornalista.
Ao passar no exame onze-plus, Townshend foi matriculado na Acton County Grammar School. No condado de Acton, ele sofria frequentemente bullying porque tinha um nariz grande, uma experiência que o afetou profundamente. Sua avó Emma comprou seu primeiro violão no Natal de 1956, um modelo espanhol barato. Embora seu pai lhe tenha ensinado alguns acordes, Townshend foi em grande parte autodidata no instrumento e nunca aprendeu a ler música. Townshend e seu amigo de escola John Entwistle formaram um grupo de jazz tradicional de curta duração, os Confederados, apresentando Townshend no banjo e Entwistle nas trompas. Os confederados fizeram shows no Congo Club, um clube juvenil administrado pela Igreja Congregacional de Acton, e fizeram covers de Acker Bilk, Kenny Ball e Lonnie Donegan. No entanto, ambos foram influenciados pela crescente popularidade do rock and roll, com Townshend admirando particularmente o single de estreia de Cliff Richard, "Move It". Townshend deixou os confederados depois de brigar com o baterista do grupo, Chris Sherwin, e comprou uma "guitarra tchecoslovaca razoavelmente boa" na loja de antiguidades de sua mãe. 
Os irmãos de Townshend, Paul e Simon, nasceram em 1957 e 1960, respectivamente. Sem as notas necessárias para frequentar a universidade, Pete se deparou com a decisão de escolher uma escola de artes, uma escola de música ou conseguir um emprego. Ele finalmente escolheu estudar design gráfico no Ealing Art College, matriculando-se em 1961. Em Ealing, Townshend estudou ao lado do futuro guitarrista dos Rolling Stones, Ronnie Wood. Townshend desistiu em 1964 para se concentrar na música em tempo integral.

## Carreira musical

### 1961–1964: The Detours
No final de 1961, Entwistle juntou-se aos Detours, uma banda de skiffle / rock and roll, liderada por Roger Daltrey. O novo baixista então sugeriu que Townshend se juntasse como guitarrista adicional. Nos primeiros dias dos Detours, o repertório da banda consistia em instrumentais de Shadows e The Ventures, bem como covers de pop e jazz tradicional. Sua formação se uniu em torno de Roger Daltrey na guitarra solo, Townshend na guitarra base, Entwistle no baixo, Doug Sandom na bateria e Colin Dawson como vocalista. Daltrey era considerado o líder do grupo e, de acordo com Townshend, "administrava as coisas do jeito que queria". Dawson saiu em 1962 depois de discutir muito com Daltrey, que posteriormente se tornou vocalista principal. Como resultado, Townshend, com o incentivo de Entwistle, tornou-se o único guitarrista. Através da mãe de Townshend, o grupo obteve um contrato de gestão com o promotor local Robert Druce, que começou a contratar a banda como banda de apoio para bandas como Screaming Lord Sutch, Cliff Bennett and the Rebel Rousers, Shane Fenton and the Fentones e Johnny Kidd e os Piratas. Em 1963, o pai de Townshend organizou uma gravação amadora de "It Was You", a primeira música que seu filho escreveu. Os Detours tomaram conhecimento da existência de um grupo com o mesmo nome em fevereiro de 1964, forçando-os a mudar de nome. O colega de quarto de Townshend, Richard Barnes, criou "The Who", e Daltrey decidiu que era a melhor escolha.

### 1964–1982: The Who

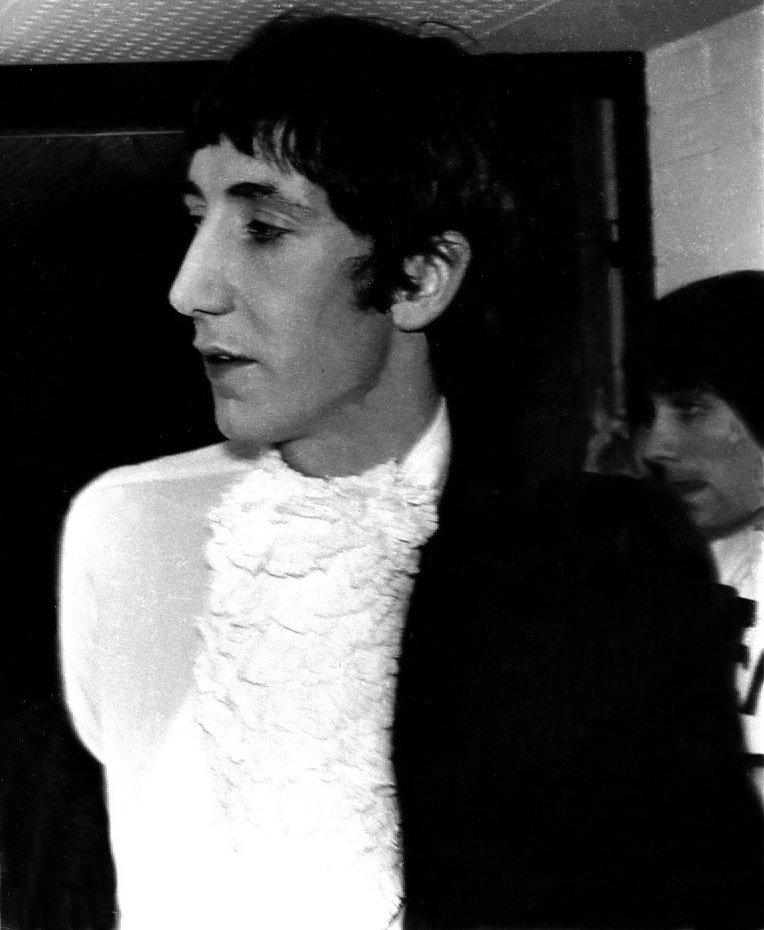
Townshend (com Moon, atrás à direita) nos bastidores antes de um show no Friedrich-Ebert-Halle em Ludwigshafen, Alemanha em 12 de abril de 1967

Não muito depois da mudança de nome, o baterista Doug Sandom foi substituído por Keith Moon, que tocava bateria semi-profissionalmente com os Beachcombers há vários anos. A banda logo foi contratada por um publicitário mod chamado Peter Meaden, que os convenceu a mudar seu nome para High Numbers para dar à banda um toque mais mod. Depois de lançar um single fracassado ("I'm the Face/Zoot Suit"), eles abandonaram Meaden e foram contratados por dois novos empresários, Chris Stamp e Kit Lambert, que formaram dupla com a intenção de encontrar novos talentos e criar um documentário sobre eles. A banda ficou angustiada com um nome que todos consideravam que melhor representava a banda, e abandonou o nome High Numbers, voltando para Who. Em junho de 1964, durante uma apresentação no Railway Tavern, Townshend acidentalmente quebrou o topo de sua guitarra no teto baixo e destruiu todo o instrumento. A destruição de instrumentos no palco logo se tornou uma parte regular dos shows ao vivo do Who.
Com a ajuda de Lambert, o Who chamou a atenção do produtor musical americano Shel Talmy, que assinou um contrato com a banda. Townshend escreveu uma canção, "I Can't Explain", como um som deliberado do The Kinks, outro grupo que Talmy produziu. Lançado como single em janeiro de 1965, "I Can't Explain" foi o primeiro hit do Who, alcançando a oitava posição nas paradas britânicas. Um single seguinte ("Anyway, Anyhow, Anywhere"), creditado a Townshend e Daltrey, também alcançou o top 10 no Reino Unido. No entanto, foi o lançamento do terceiro single do Who, "My Generation", em novembro, que, de acordo com o biógrafo do Who, Mark Wilkerson, "cimentou sua reputação como uma banda obstinada que refletia os sentimentos de milhares de pessoas irritadas. dos adolescentes da época". O single escrito por Townshend alcançou o segundo lugar nas paradas do Reino Unido, tornando-se o maior sucesso do Who. A canção e sua famosa frase "Espero morrer antes de envelhecer" eram "muito sobre tentar encontrar um lugar na sociedade", afirmou Townshend em entrevista a David Fricke.
Para capitalizar seu recente sucesso como single, o álbum de estreia do Who, My Generation (The Who Sings My Generation nos EUA) foi lançado no final de 1965, contendo material original escrito por Townshend e vários covers de James Brown que Daltrey preferia. Townshend continuou a escrever vários singles de sucesso para a banda, incluindo "Pictures of Lily", "Substitute", "I'm a Boy" e "Happy Jack".  Lambert encorajou Townshend a escrever peças musicais mais longas para o próximo álbum, que se tornou "A Quick One, While He's Away". O álbum foi posteriormente intitulado A Quick One e alcançou o 4º lugar nas paradas após seu lançamento em dezembro de 1966. Em seus shows, Townshend desenvolveu uma manobra de guitarra em que balançava o braço direito contra a guitarra. cordas em um estilo que lembra as palhetas de um moinho de vento. Ele desenvolveu esse estilo depois de assistir o guitarrista dos Rolling Stones, Keith Richards, se aquecer antes de um show.

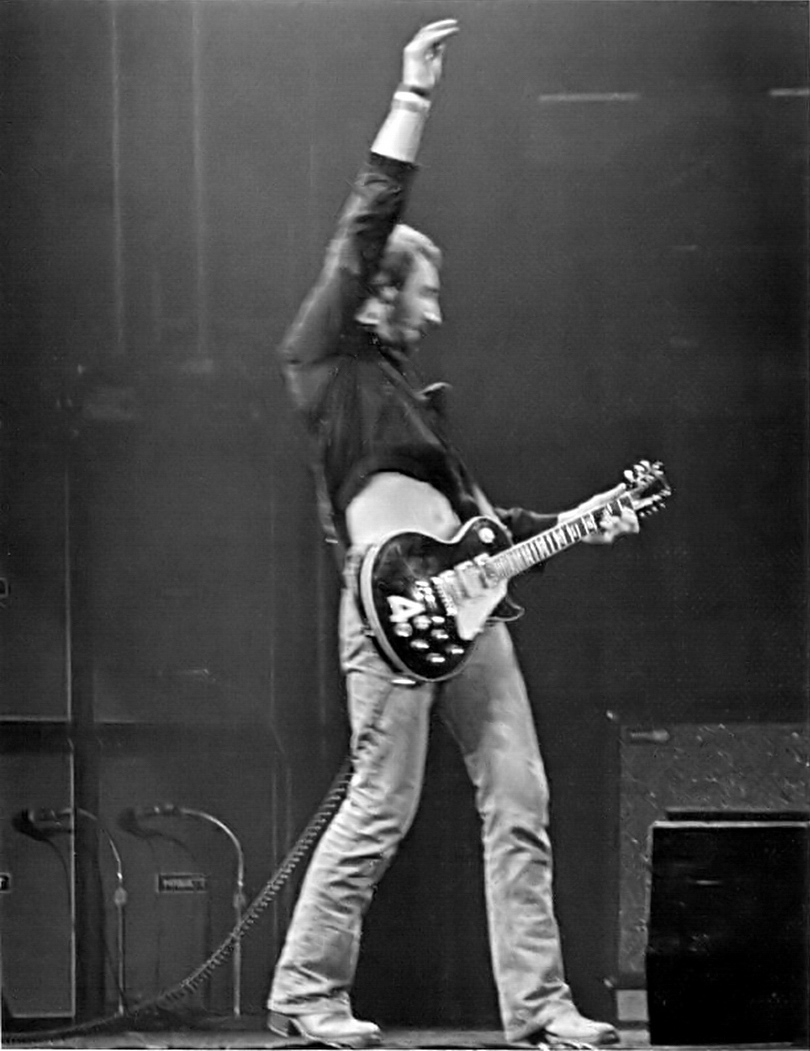
Técnica do "moinho de vento" de Townshend

O Who iniciou sua primeira turnê pelos Estados Unidos em 22 de março de 1967. Townshend começou a destruir suas suítes de hotel, embora não tanto quanto seu colega de banda, Moon. Ele também começou a experimentar LSD, embora tenha parado de tomar a droga depois de receber uma dose potente após o Festival Pop de Monterey em 18 de junho. Lançado em dezembro, seu próximo álbum foi The Who Sell Out —um álbum conceitual baseado em rádios piratas, que foi fundamental para aumentar a popularidade do Who. Incluía vários jingles humorísticos e comerciais simulados entre as músicas, e o maior single do Who nos Estados Unidos, "I Can See for Miles". Apesar do sucesso de "I Can See for Miles", que alcançou a 9ª posição nas paradas americanas, Townshend ficou surpreso por não ter sido um sucesso ainda maior, pois a considerou a melhor música que ele havia escrito até aquele ponto.
Em 1968, Townshend interessou-se pelos ensinamentos de Meher Baba. Ele começou a desenvolver uma peça musical sobre um menino surdo, mudo e cego que experimentaria sensações musicalmente. A peça exploraria os princípios da filosofia de Baba. O resultado foi a ópera rock Tommy, lançada em 23 de maio de 1969 com sucesso comercial e de crítica. Em apoio a Tommy, o Who lançou uma turnê que incluiu uma aparição memorável no Festival de Woodstock em 17 de agosto. Enquanto o Who tocava, a líder do Yippie, Abbie Hoffman, pulou no palco para reclamar da prisão de John Sinclair. Townshend prontamente o derrubou para fora do palco com sua guitarra, gritando: "Foda-se a porra do meu palco!".

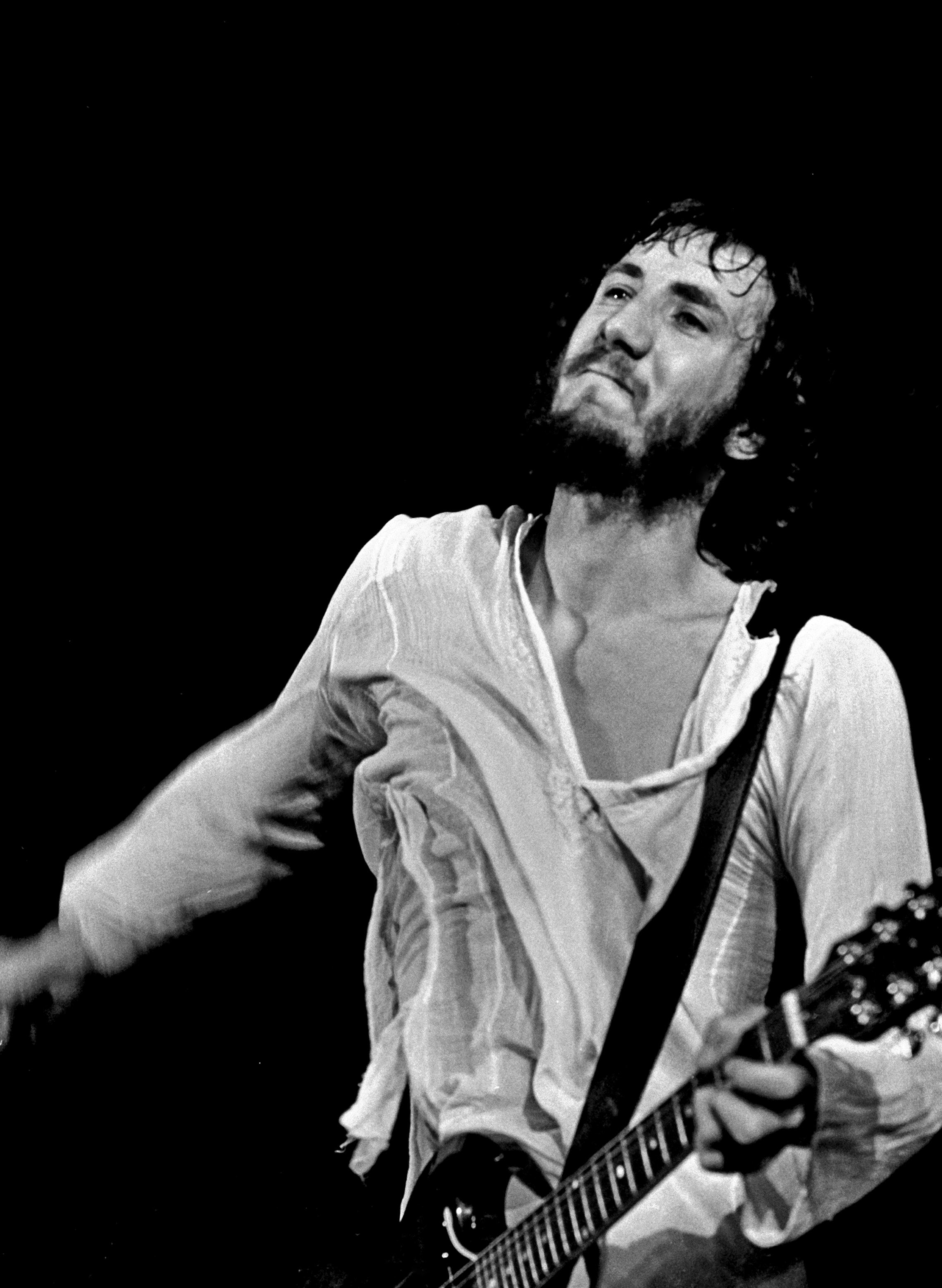
Townshend se apresentando em Hamburgo, Alemanha, em agosto de 1972

Em 1970, o Who lançou Live at Leeds, que vários críticos musicais citam como o melhor álbum ao vivo de todos os tempos. Townshend começou a escrever material para outra ópera rock. Apelidado de Lifehouse, foi pensado para ser um projeto multimídia que simbolizasse a relação entre um músico e seu público. O resto da banda ficou confuso com sua trama complicada e simplesmente queria outro álbum. Townshend começou a se sentir alienado e o projeto foi abandonado depois que ele sofreu um colapso nervoso. Muito do material destinado a Lifehouse foi lançado como um álbum de estúdio tradicional, Who's Next. Tornou-se um sucesso comercial, alcançando o número um no Reino Unido, e gerou dois singles de sucesso, "Baba O'Riley" e "Won't Get Fooled Again", que apresentavam o uso pioneiro do sintetizador. "Baba O'Riley", em particular, foi escrita como uma ode de Townshend aos seus dois heróis da época, Meher Baba e o compositor Terry Riley.
Townshend começou a escrever canções para outra ópera rock em 1973. Ele decidiu que exploraria a subcultura mod e seus confrontos com os rockers no início dos anos 1960 no Reino Unido. Intitulado Quadrophenia, foi o único álbum do Who escrito inteiramente por Townshend, e ele também produziu o álbum devido ao azedamento das relações com Lambert. Foi lançado em novembro e se tornou o maior sucesso transatlântico, alcançando o segundo lugar no Reino Unido e nos EUA.  O revisor da NME, Charles Shaar Murray, chamou-o de "quem principal" e "a experiência musical mais gratificante do ano". Na turnê, a banda tocou o álbum junto com fitas de apoio pré-gravadas, causando muito atrito. As fitas apresentaram defeito durante uma apresentação em Newcastle, o que levou Townshend a arrastar o técnico de som Bob Pridden para o palco, gritar com ele e chutar todos os amplificadores, destruindo parcialmente as fitas com defeito. Em 14 de abril de 1974, Townshend fez seu primeiro concerto solo, um evento beneficente para arrecadar fundos para um centro comunitário de Londres. 
Uma versão cinematográfica de Tommy foi dirigida por Ken Russell e estrelada por Roger Daltrey no papel-título, Ann-Margret como sua mãe e Oliver Reed como seu padrasto, com participações especiais de Tina Turner, Elton John, Eric Clapton e outros. notáveis do rock; o filme estreou em 18 de março de 1975. Townshend foi indicado ao Oscar pela trilha sonora e adaptação da música do filme. The Who by Numbers foi lançado em novembro daquele ano e alcançou a 7ª posição no Reino Unido e a 8ª nos EUA. Apresentava canções introspectivas, muitas vezes com um toque negativo. O álbum gerou um single de sucesso, "Squeeze Box", que foi escrito depois que Townshend aprendeu a tocar acordeão. Depois de uma turnê em 1976, Townshend tirou uma folga de um ano da banda para se concentrar em passar mais tempo com sua família.
O Who continua apesar da morte de dois dos membros originais (Keith Moon em 1978 e John Entwistle em 2002). A banda é considerada por muitos críticos de rock como uma das melhores bandas ao vivo dos anos 1960 aos anos 2000. O Who continua a apresentar apresentações aclamadas pela crítica no século 21, incluindo performances altamente conceituadas no The Concert For New York City em 2001, no Isle of Wight Festival de 2004, no Live 8 em 2005 e no Glastonbury Festival de 2007.
Townshend continuou sendo o principal compositor e líder do grupo, escrevendo mais de 100 canções que apareceram nos onze álbuns de estúdio da banda. Entre suas criações está a ópera rock Quadrophenia. Townshend revisitou a narrativa do álbum ao longo de sua carreira e permanece associado à forma de ópera rock. Muitas gravações de estúdio também apresentam Townshend no piano ou teclado, embora faixas com teclado pesado apresentassem cada vez mais artistas convidados no estúdio, como Nicky Hopkins, John Bundrick ou Chris Stainton.

Townshend é uma das figuras-chave no desenvolvimento do feedback na guitarra rock. Quando questionado sobre quem usou o feedback pela primeira vez, o guitarrista do Deep Purple, Ritchie Blackmore disse:
Pete Townshend foi definitivamente o primeiro. Mas não sendo um guitarrista tão bom, ele costumava apenas bater acordes e deixar o feedback da guitarra. Ele só começou a mexer nos botões do amplificador muito mais tarde. Ele é superestimado na Inglaterra, mas ao mesmo tempo você encontra muitas pessoas como Jeff Beck e Hendrix recebendo crédito pelas coisas que ele começou. Townshend foi o primeiro a quebrar seu violão e o primeiro a fazer muitas coisas. Ele é muito bom em sua cena de acordes também.
Da mesma forma, quando Jimmy Page foi questionado sobre o desenvolvimento do feedback da guitarra, ele disse:
Não sei quem realmente deu o feedback primeiro; apenas aconteceu. Não creio que alguém o tenha roubado conscientemente de mais ninguém. Estava simplesmente acontecendo. Mas Pete Townshend obviamente foi quem, através da música do seu grupo, fez com que o uso do feedback fosse mais o seu estilo, e por isso está relacionado com ele. Enquanto outros músicos como Jeff Beck e eu tocávamos mais notas simples do que acordes.
Muitos guitarristas de rock citaram Townshend como influência, entre eles Slash, Alex Lifeson, e Steve Jones.

### 1972–presente: Carreira solo
Além de seu trabalho com o Who, Townshend tem atuado esporadicamente como artista solo. Entre 1969 e 1971 Townshend, junto com outros devotos de Meher Baba, gravou um trio de álbuns dedicados aos seus ensinamentos: Happy Birthday, I Am, e With Love. Em resposta ao contrabando destes, ele compilou seus destaques pessoais (e "Evolution", uma colaboração com Ronnie Lane), e lançou seu primeiro título solo em uma grande gravadora, Who Came First, de 1972. Foi um sucesso moderado e contou com demos de músicas do Who, bem como uma mostra de seus talentos no violão. Ele colaborou com o baixista do The Faces e também devoto de Meher Baba, Ronnie Lane, em um álbum de dueto (Rough Mix, de 1977). Em 1979, Townshend produziu e tocou guitarra no novo single "Peppermint Lump" de Angie na Stiff Records, com Angela Porter, de 11 anos, nos vocais principais.
Townshend fez várias apresentações solo durante a década de 1970, duas das quais foram registradas: Rainbow Concert de Eric Clapton em janeiro de 1973 (que Townshend organizou para reviver a carreira de Clapton após o vício em heroína deste último), e o Concertos para o Povo do Kampuchea de Paul McCartney em dezembro de 1979. O vídeo comercialmente disponível do show no Kampuchea mostra os dois ícones do rock duelando e fazendo palhaçadas através de versões da mega-banda Rockestra de "Lucille", "Let It Be" e "Rockestra Theme"; Townshend encerra o processo com um salto característico com as pernas abertas.
A descoberta solo de Townshend, após a morte do baterista do Who, Keith Moon, foi o lançamento de 1980, Empty Glass, que incluiu o single top 10 "Let My Love Open the Door" e singles menores "A Little Is Enough" e "Rough Boys". Este lançamento foi seguido em 1982 por All the Best Cowboys Have Chinese Eyes, que incluía a popular faixa de rádio "Slit Skirts". Embora não seja um grande sucesso comercial, o famoso crítico musical Timothy Duggan listou-o como "o trabalho mais honesto e introspectivo de Townshend desde Quadrophenia". Durante o resto da década de 1980 e início de 1990, Townshend experimentaria novamente a ópera rock e formatos relacionados, lançando vários álbuns baseados em histórias, incluindo White City: A Novel (1985), The Iron Man: A Musical (1989) e Psychoderelict (1993). Townshend também teve a oportunidade de tocar com seu herói Hank Marvin nas sessões de "Rockestra" de Paul McCartney, junto com outros músicos de rock como David Gilmour, John Bonham e Ronnie Lane.

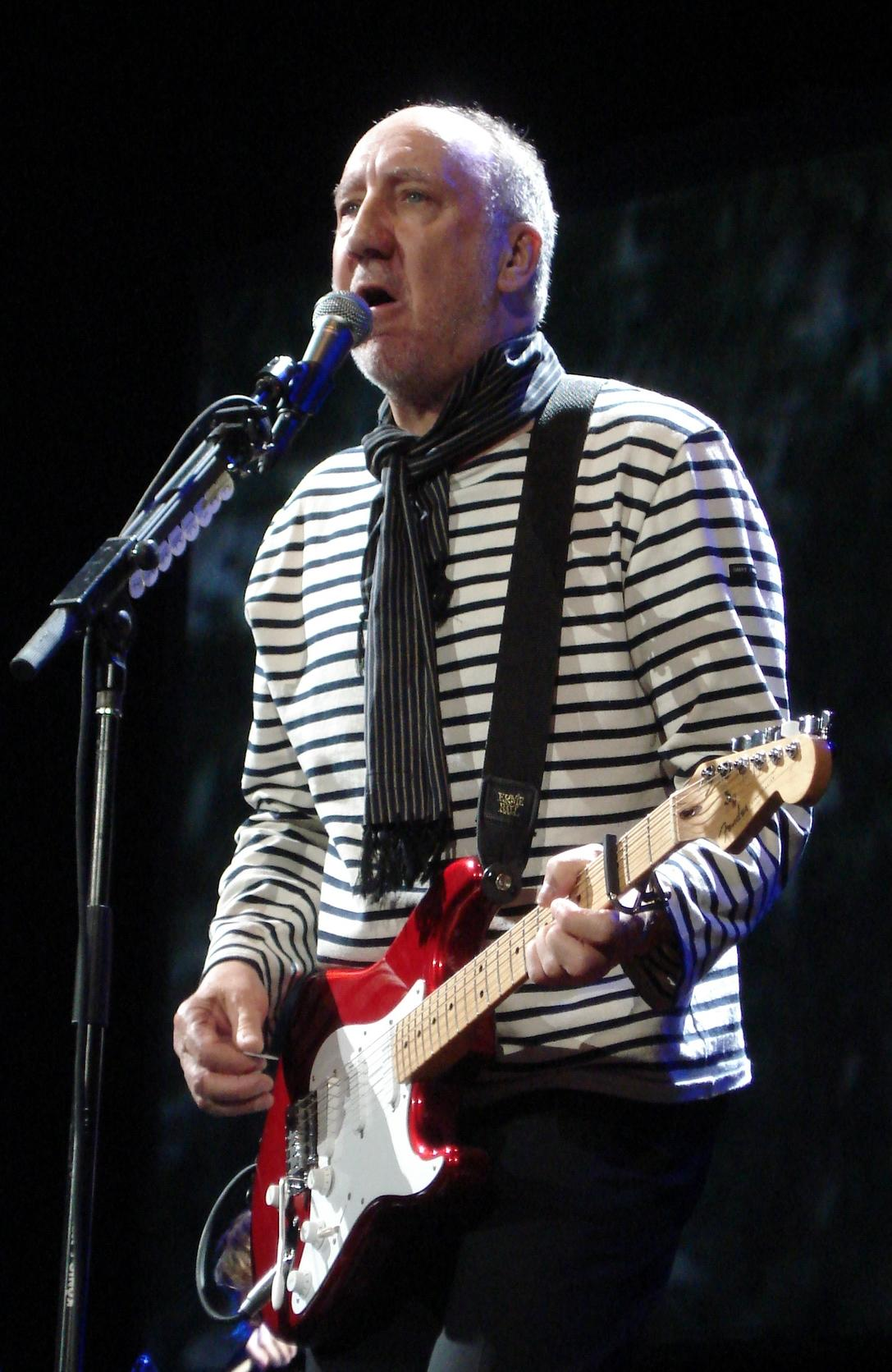
Townshend em show, 2008

Townshend também gravou vários álbuns de concerto, incluindo um apresentando um supergrupo que ele montou chamado Deep End, com David Gilmour na guitarra, que realizou apenas três shows e uma sessão de programa de televisão para The Tube, para arrecadar dinheiro para sua instituição de caridade Double-O, apoiando viciados em drogas. Em 1993, ele e Des McAnuff escreveram e dirigiram a adaptação para a Broadway do álbum Tommy, do Who, bem como um musical de menos sucesso baseado em seu álbum solo The Iron Man, baseado no livro de Ted Hughes. McAnuff e Townshend mais tarde coproduziram o filme de animação The Iron Giant, também baseado na história de Hughes.
Uma produção descrita como uma ópera rock de Townshend e intitulada The Boy Who Heard Music estreou como parte do programa Powerhouse Summer Theatre do Vassar College em julho de 2007.
Em 2 de setembro de 2017 em Lenox, Massachusetts, Townshend embarcou com o cantor e músico Billy Idol, o tenor Alfie Boe e uma orquestra em uma curta (5 datas) turnê americana "Classic Quadrophenia" que terminou em 16 de setembro de 2017 em Los Angeles, Califórnia.

### 1996–presente: Trabalhos recentes no The Who
De meados da década de 1990 até o presente, Townshend participou de uma série de turnês com os membros sobreviventes do Who, incluindo uma turnê de 2002 que continuou apesar da morte de Entwistle.
Em fevereiro de 2006, uma grande turnê mundial do Who foi anunciada para promover seu primeiro novo álbum desde 1982. Townshend publicou uma história semiautobiográfica The Boy Who Heard Music como uma série em um blog começando em setembro de 2005. O blog foi fechado em outubro de 2006, conforme observado no site de Townshend. Agora pertence a um usuário diferente e não tem nenhuma relação com o trabalho de Townshend. Em 25 de fevereiro de 2006, anunciou o lançamento de uma miniópera inspirada na novela para junho de 2006. Em outubro de 2006 o Who lançou seu primeiro álbum em 24 anos, Endless Wire.
The Who se apresentou no show do intervalo do Super Bowl XLIV em 7 de fevereiro de 2010, tocando um medley de músicas que incluía "Pinball Wizard", "Who Are You", "Baba O'Riley", "See Me, Feel Me", e "Won't Get Fooled Again". Em 2012, o Who anunciou que faria uma turnê da ópera rock Quadrophenia.
The Who foi o último artista na cerimônia de encerramento dos Jogos Olímpicos de Verão de 2012 em Londres, apresentando um medley de "Baba O'Riley", "See Me, Feel Me" e "My Generation".
Em 22 de março de 2018, Townshend afirmou que um novo álbum do The Who deveria apresentar canções originais de Roger Daltrey e também dele. Esse álbum, simplesmente intitulado Who, foi lançado em 6 de dezembro de 2019. Foi o segundo álbum da banda como dupla e o primeiro em treze anos.

### Trabalhos inacabados
The Age of Anxiety, anteriormente Floss The Musical, é o nome dado a um trabalho em andamento de Townshend. O musical tem sido um trabalho em andamento pelo menos desde 2009, com lançamento original estimado para 2011. Em 24 de janeiro de 2012, Townshend vendeu os direitos de todo o seu catálogo anterior e muitos de seus trabalhos futuros, incluindo Floss The Musical, se algum dia for concluído. Ele resumiu o trabalho em uma entrevista à Sirius Satellite Radio publicada em fevereiro de 2010. Em entrevista de 2015, Townshend afirmou que a obra pretendia ser uma instalação artística. Em março de 2019 foi anunciado que uma obra intitulada The Age of Anxiety seria publicada como romance, seguida de uma ópera.

## Influências musicais
Townshend nasceu dez dias depois da rendição da Alemanha Nazista na Segunda Guerra Mundial e cresceu à sombra da reconstrução em Londres e arredores. De acordo com Townshend, o trauma do pós-guerra foi a força motriz por trás da revolução do rock no Reino Unido. “O trauma é passado de geração em geração”, disse ele, “herdei involuntariamente o que meu pai viveu”. Townshend observa que crescer nesse período produziu a narrativa que permeia sua música de um menino perdido no estresse e nas pressões da vida do pós-guerra. Em sua autobiografia, ele escreveu:
Eu não estava tentando tocar uma música bonita. Eu estava confrontando meu público com o som horrível e visceral daquilo que todos sabíamos ser o único absoluto de nossa frágil existência: um dia, um avião carregaria a bomba que nos destruiria a todos num piscar de olhos. Isso pode acontecer a qualquer momento.
Embora tenha crescido em uma família com músicos de jazz, Townshend absorveu muitas de suas ideias sobre performance e temas de rock durante a escola de artes. O colega de quarto de Townshend no Ealing Art College, Tom Wright, tinha uma grande coleção de discos, e Townshend ouvia e foi influenciado por artistas de R&B e rock & roll como Howlin' Wolf, John Lee Hooker, Bo Diddley, Booker T. & the MGs, Little Walter e Chuck Berry.  Ele também foi fortemente influenciado pelo violoncelista Malcolm Cecil, que frequentemente danificava seu violoncelo durante as apresentações, junto com Gustav Metzger, pioneiro da arte autodestrutiva. À luz destas influências, o guitar smashing tornou-se não apenas uma expressão da angústia juvenil, mas também um meio de transmitir ideias através da performance musical. “Avançámos um novo conceito”, escreve. "Destruição é arte quando musicada". Townshend também citou Robbie Basho como uma influência significativa, dizendo: "Fui totalmente influenciado por ele. Você pode ouvir isso em meu trabalho".

## Equipamentos

### Guitarras

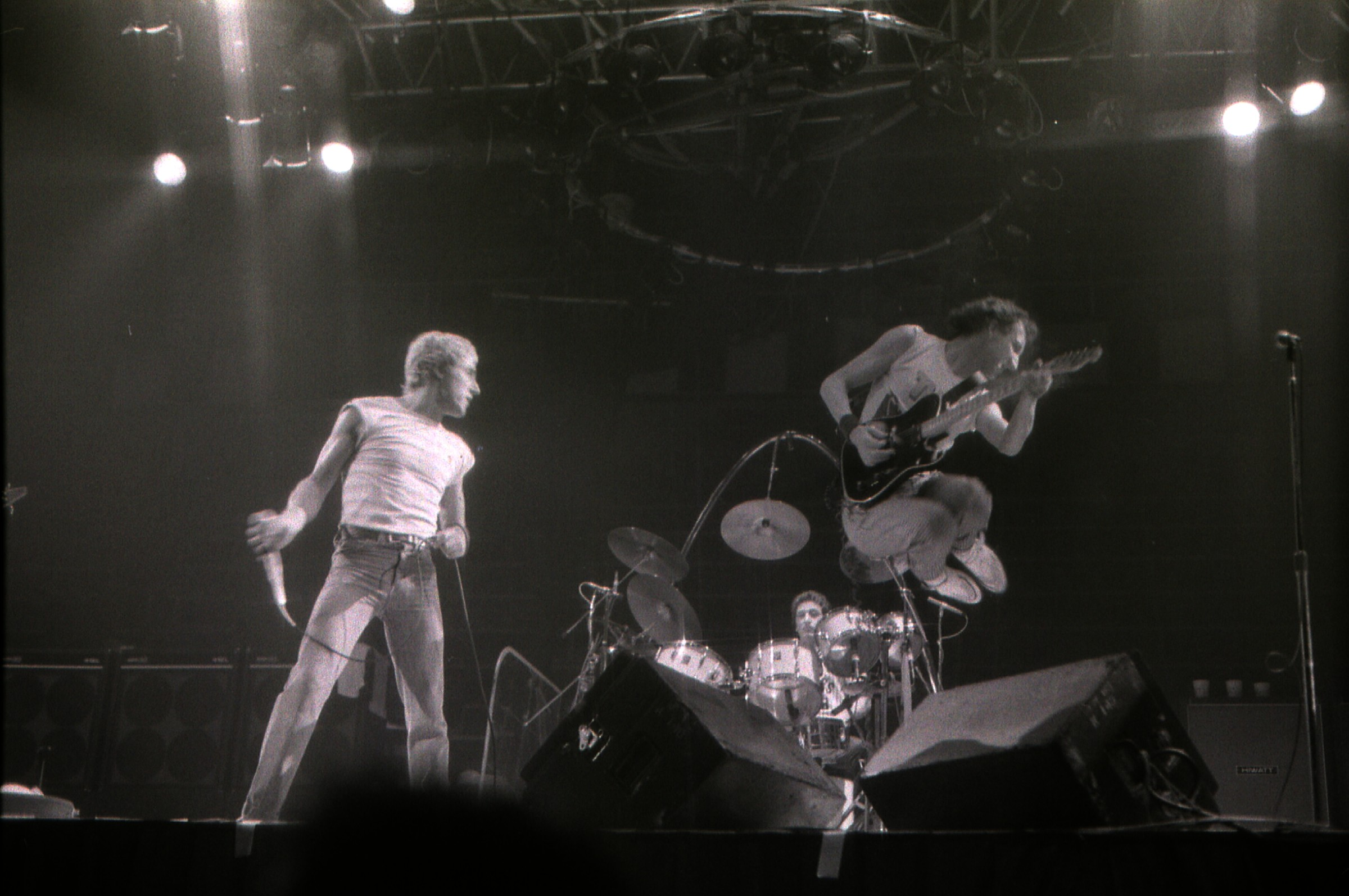
Townshend saltando no ar em show

Ao longo de sua carreira solo e com o Who, Townshend tocou uma grande variedade de guitarras – principalmente vários modelos Fender, Gibson e Rickenbacker. Ele também usou os modelos acústicos Guild, Takamine e Gibson J-200, com o J-200 fornecendo seu som acústico gravado característico em canções como "Pinball Wizard".
Nos primeiros dias com o Who, Townshend tocou principalmente uma Emile Grimshaw SS De Luxe e guitarras elétricas semiocas Rickenbacker de 6 e 12 cordas (particularmente os modelos importados da Rose-Morris no Reino Unido com furos F especiais). Quando o público animado respondeu com entusiasmo depois que ele acidentalmente quebrou a cabeça de seu violão em um teto baixo durante um show no pub Railway Hotel em Wealdstone, oeste de Londres, ele incorporou o eventual esmagamento de seu instrumento nas apresentações da banda. No entanto, à medida que o esmagamento de instrumentos se tornou cada vez mais integrado aos sets de concerto do Who, ele mudou para guitarras mais duráveis e resistentes (e, mais importante, mais baratas) para o esmagamento, como a Fender Stratocaster, a Fender Telecaster e vários modelos Danelectro. Na aparição do The Who em The Smothers Brothers Comedy Hour em 1967, Townshend usou uma guitarra Vox Cheetah, que ele usou apenas para aquela apresentação; a guitarra foi destruída pela explosão da bateria de Townshend e Moon. No final da década de 1960, Townshend começou a tocar quase exclusivamente modelos Gibson SG Special. Ele usou esta guitarra nos shows de Woodstock e Isle of Wight em 1969 e 1970, bem como na apresentação Live at Leeds em 1970.
Em 1970, Gibson mudou o design da SG Special que Townshend usava anteriormente e começou a usar outras guitarras. Durante grande parte da década de 1970, ele usou uma Gibson Les Paul Deluxe, algumas com apenas dois captadores mini-humbucker e outras modificadas com um terceiro captador na "posição intermediária" (um DiMarzio Superdistortion/Dual Sound). Ele pode ser visto usando várias dessas guitarras no documentário The Kids Are Alright, embora no estúdio ele frequentemente tocasse uma guitarra Gretsch 6120 de 1959 (dada a ele por Joe Walsh), mais notavelmente nos álbuns Who's Next e Quadrophenia.
Durante a década de 1980, Townshend usou principalmente modelos Fenders, Rickenbackers e estilo Telecaster construídos para ele por Schecter e vários outros luthiers. Desde o final da década de 1980, Townshend usa a Fender Eric Clapton Signature Stratocaster, com captadores Lace Sensor, tanto no estúdio quanto em turnê. Algumas de suas guitarras Stratocaster apresentam um sistema de captação piezo Fishman PowerBridge para simular tons de violão. Este sistema piezoelétrico é controlado por um controle de volume extra atrás da ponte da guitarra.
Durante a turnê do Who's em 1989, Townshend tocou uma guitarra Rickenbacker que foi ironicamente quebrada acidentalmente quando ele tropeçou nela. Em vez de jogar fora as peças quebradas, Townshend remontou as peças como uma escultura. A escultura foi apresentada na exposição Rock Stars, Cars And Guitars 2 durante o verão de 2009 no museu Henry Ford.

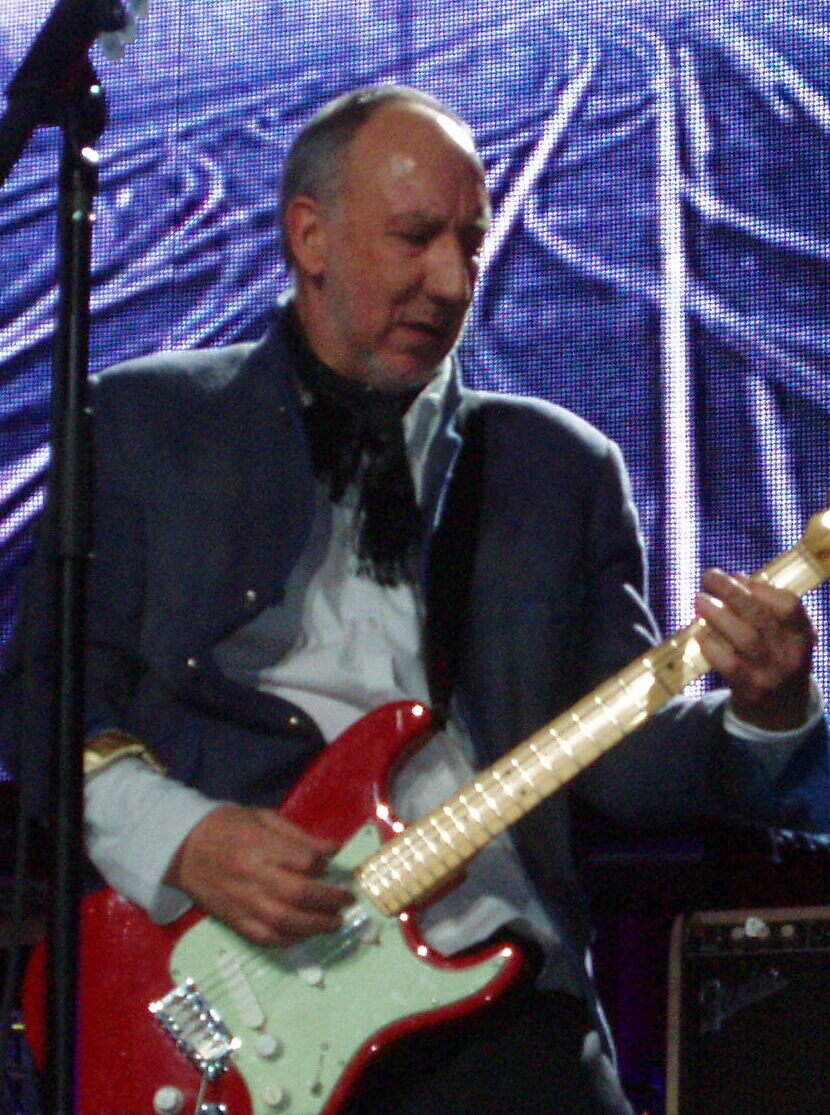
Townshend tocando uma Fender Eric Clapton Signature Stratocaster

Existem várias guitarras exclusivas da Gibson Pete Townshend, como a Pete Townshend SG, a Pete Townshend J-200 e três Pete Townshend Les Paul Deluxes diferentes. O SG foi claramente marcado como um modelo de edição limitada de Pete Townshend e veio com uma caixa especial e certificado de autenticidade, assinado pelo próprio Townshend. Houve também uma guitarra de edição limitada Rickenbacker exclusiva de Pete Townshend do modelo 1998, que foi sua principal guitarra de 6 cordas nos primeiros dias do Who. A tiragem contou com 250 guitarras que foram feitas entre julho de 1987 e março de 1988, e de acordo com o CEO da Rickenbacker, John Hall, toda a tiragem esgotou antes que uma publicidade séria pudesse ser feita.
Ele também usou a Gibson ES-335, uma das quais doou ao Hard Rock Cafe. Townshend também usou um braço duplo Gibson EDS-1275 por volta do final de 1967, e um Harmony Sovereign H1270 e um Fender Electric XII para as sessões de estúdio de Tommy para as partes da guitarra de 12 cordas. Ele também usou ocasionalmente Fender Jazzmasters no palco em 1967 e 1968 e no estúdio para Tommy.
Em 2006, Townshend tinha uma pedaleira projetada pelo guru de equipamentos de longa data Pete Cornish. A placa aparentemente compreende um compressor, um antigo pedal de overdrive Boss OD-1, bem como um pedal de delay T-Rex Replica.

### Amplificadores
Ao longo dos anos, Townshend usou muitos tipos de amplificadores, incluindo Vox, Selmer, Fender, Marshall e Hiwatt, continuando a usar amplificadores Hiwatt por quase quatro décadas. Na época de Who's Next, ele usou um amplificador de tweed Fender Bandmaster (também dado a ele por Joe Walsh em 1970), que ele também usou para Quadrophenia e The Who by Numbers. Enquanto gravava Face Dances e o álbum colaborativo Rough Mix, Townshend fez uso de um amplificador Peavey Vintage 4x10 no estúdio. Desde 1989, seu equipamento consistia em quatro pilhas Fender Vibro-King e um cabeçote Hiwatt acionando dois gabinetes de alto-falantes Hiwatt/Mesa Boogie de 2 × 12 "feitos sob medida. No entanto, desde 2006, ele tem apenas três pilhas de Vibro-King, uma das quais é reserva.
Townshend teve um papel proeminente no desenvolvimento do que é amplamente conhecido nos círculos do rock como a "pilha Marshall". Ele encomendou vários gabinetes de alto-falantes que continham oito alto-falantes de 12 "em uma caixa com quase dois metros de altura e a metade superior do gabinete ligeiramente inclinada para cima. Eles eram pesados demais para serem movidos facilmente, então Jim Marshall cortou o enorme gabinete dos alto-falantes pela metade, por sugestão de Townshend, com cada gabinete contendo quatro alto-falantes de 12 polegadas. Um dos gabinetes tinha metade do defletor do alto-falante inclinado para cima e Marshall tornou esses dois gabinetes empilháveis. A pilha Marshall nasceu e Townshend usou-a, assim como as pilhas Hiwatt.
Ele sempre considerou seus instrumentos como meras ferramentas de trabalho e, nos últimos anos, manteve seus instrumentos mais valiosos bem longe do palco de concertos. Esses instrumentos incluem alguns Rickenbackers vintage e relançados, o Gretsch 6120, uma Fender Telecaster original de 1952, reedições artísticas de edição limitada da Gibson Custom Shop dos modelos Les Paul DeLuxe 1, 3 e 9 de Townshend, bem como sua reedição exclusiva SG Special.

### Teclados
Townshend tocou teclado em várias músicas do Who. Em Who's Next, ele começou a trabalhar com sintetizadores analógicos, usando o modelo ARP 2600 que encontrou pela primeira vez na Universidade de Cambridge. Ele disse o seguinte sobre o instrumento: "Gosto de sintetizadores porque eles trazem para minhas mãos coisas que não estão em minhas mãos: o som de uma orquestra, trompas, cordas. Existem dispositivos em sintetizadores que permitem tornar-se um virtuoso no teclado. Você pode tocar algo lentamente e pressionar um botão e ele reproduz em velocidade dupla. Enquanto na guitarra você toca o mais rápido que pode e eu não toco rápido, apenas toco forte. Então, quando se trata de tocar algo rápido, eu vou para o sintetizador".
Os sintetizadores aos quais Townshend se referia incluíam o EMS VCS3 e o ARP 2600, alguns dos quais modificaram um órgão Lowrey TBO Berkshire. Fotos atuais de seu home studio também mostram um ARP 2500. Townshend apareceu em materiais promocionais da ARP no início dos anos 1970.
Desde o final da década de 1980, Townshend tem usado predominantemente sistemas Synclavier Digital Audio para composição de teclado, especialmente álbuns e projetos solo. Atualmente, ele possui três sistemas, um grande sistema Synclavier 9600 Tapeless Studio, originalmente instalado em seu Oceanic Studio à beira-rio, mais tarde transferido para uma barcaça atracada ao lado do estúdio no Rio Tâmisa, e atualmente baseado em seu estúdio caseiro. Ele também usa um sistema Synclavier 3200 menor e especialmente adaptado, que pode ser transportado, permitindo-lhe continuar trabalhando fora de seu estúdio principal. Este sistema 3200 foi modificado para ter especificações semelhantes às do 9600, incluindo a adição interna de vozes FM, vozes Poly estéreo e com o grande teclado VPK. Este é o único sistema Synclavier 3200 com esta especificação existente, projetado e construído sob medida para Townshend por Steve Hills. O terceiro sistema que Townshend possui é um dos primeiros sistemas Synclavier II já construídos. O teclado ORK (original menor) está exposto na sede de sua empresa ao lado de uma scooter Vespa rosa.

## Trabalho literário
Embora conhecido por suas composições musicais e musicalidade, Townshend esteve amplamente envolvido no mundo literário por mais de três décadas, escrevendo artigos para jornais e revistas, resenhas de livros, ensaios, livros e roteiros.
Um dos primeiros exemplos da escrita de Townshend veio em agosto de 1970 com a primeira de nove parcelas de "The Pete Townshend Page", uma coluna mensal escrita por Townshend para o jornal musical britânico Melody Maker. A coluna forneceu a perspectiva de Townshend sobre uma série de assuntos, como a mídia e o estado das salas de concerto e sistemas de alto-falantes dos EUA, além de fornecer informações valiosas sobre a mentalidade de Townshend durante a evolução de seu projeto Lifehouse.
Townshend também escreveu três ensaios consideráveis para a revista Rolling Stone, o primeiro dos quais apareceu em novembro de 1970. In Love With Meher Baba descreveu as inclinações espirituais de Townshend. "Meaty, Beaty, Big and Bouncy", um relato detalhado da compilação do Who de mesmo nome, lançado em dezembro de 1971. O terceiro artigo, "The Punk Meets the Godmother", apareceu em novembro de 1977.
Também em 1977, Townshend fundou a Eel Pie Publishing, especializada em títulos infantis, livros de música e diversas publicações relacionadas a Meher Baba. Ele também abriu uma livraria chamada Magic Bus (em homenagem à popular música do Who) em Londres. The Story of Tommy, um livro escrito por Townshend e seu amigo da escola de arte Richard Barnes (agora biógrafo oficial do Who) sobre a escrita da ópera rock de Townshend de 1969 e a realização do filme dirigido por Ken Russell de 1975, foi publicado pela Eel Pie the mesmo ano.
Em julho de 1983, Townshend assumiu o cargo de editor de aquisições da editora londrina Faber and Faber. Projetos notáveis incluíram a edição da autobiografia do vocalista do Animals, Eric Burdon, o premiado Crosstown Traffic: Jimi Hendrix e Post-War Pop de Charles Shaar Murray, More Dark Than Shark de Brian Eno e Russell Mills e o trabalho com o Príncipe Charles em um volume de seus discursos coletados. Townshend encomendou Like Punk Never Happened, de Dave Rimmer, e foi editor contratado do dramaturgo radical Steven Berkoff.
Dois anos depois de ingressar na Faber and Faber, Townshend decidiu publicar seu próprio livro. Horse's Neck, publicada em maio de 1985, era uma coleção de contos que escreveu entre 1979 e 1984, abordando temas como infância, estrelato e espiritualidade. Como resultado de sua posição com Faber e Faber, Townshend desenvolveu amizade com o autor vencedor do Prêmio Nobel de O Senhor das Moscas, Sir William Golding, e com o poeta laureado britânico Ted Hughes. Sua amizade com Hughes levou à interpretação musical de Townshend da história infantil de Hughes, The Iron Man, seis anos depois, como The Iron Man: A Musical, lançado em 1989.
Townshend escreveu vários roteiros ao longo de sua carreira, incluindo vários rascunhos de seu indescritível projeto Lifehouse, o último dos quais, co-escrito com o dramaturgo de rádio Jeff Young, foi publicado em 1999. Em 1978, Townshend escreveu um roteiro para Fish Shop, uma peça encomendada mas não concluída pela London Weekend Television, e em meados de 1984 escreveu um roteiro para White City: A Novel que levou a um curta-metragem.
Em 1989, Townshend começou a trabalhar em um romance intitulado Ray High & The Glass Household, cujo rascunho foi posteriormente submetido ao seu editor. Embora o romance original permaneça inédito, elementos desta história foram usados no álbum solo de Townshend de 1993, Psychoderelict. Em 1993, Townshend escreveu outro livro, The Who's Tommy, uma crônica do desenvolvimento da premiada versão da Broadway de sua ópera rock.
A abertura de seu site pessoal e de seu site comercial Eelpie.com, ambos em 2000, deu a Townshend outro canal para o trabalho literário. (Eelpie.com foi fechado em 2010.) Vários ensaios de Townshend foram postados online, incluindo "Meher Baba — The Silent Master: My Own Silence" em 2001, e "A Different Bomb", uma acusação à indústria de pornografia infantil, O ano seguinte.
Em setembro de 2005, Townshend começou a postar uma novela online intitulada The Boy Who Heard Music como pano de fundo para um musical de mesmo nome. Ele postou um capítulo por semana até que fosse concluído, e a novela ficou disponível para leitura em seu site por vários meses. Assim como Psychoderelic, foi mais uma extrapolação de Lifehouse e Ray High & The Glass Household.
Em 1997, Townshend assinou um contrato com a publicação Little, Brown and Company para escrever sua autobiografia, supostamente intitulada Pete Townshend: Who He? Os caprichos criativos e maquinações conceituais de Townshend foram narrados por Larry David Smith em seu livro The Minstrel's Dilemma (Praeger 1999). Após um longo atraso, a autobiografia de Townshend, agora intitulada Who I Am, foi lançada em 8 de outubro de 2012. O livro ficou entre os 5 primeiros da lista de mais vendidos do The New York Times em outubro de 2012.
Em 5 de março de 2019, Townshend anunciou que seu romance de estreia, intitulado The Age of Anxiety, seria publicado em 5 de novembro de 2019 pela editora Hodder & Stoughton, Coronet. Townshend chamou o trabalho de uma "meditação estendida sobre o gênio maníaco e a arte sombria da criatividade". O romance será acompanhado por uma ópera, atualmente em desenvolvimento, seguida de uma instalação artística.

## Espiritualidade
Em 1967, Townshend começou a explorar a espiritualidade. Townshend absorveu rapidamente todos os escritos de Meher Baba que pôde encontrar; em abril de 1968, ele se declarou discípulo de Baba. Mais ou menos nessa época, Townshend, que vinha procurando nos últimos dois anos uma base para uma ópera rock, criou uma história inspirada nos ensinamentos de Baba e outros escritos e expressando a iluminação que ele acreditava ter recebido deles, que em última análise tornou-se Tommy.
Em entrevistas, Townshend foi mais aberto sobre suas crenças, escrevendo um artigo sobre Baba para a revista Rolling Stone em 1970 e afirmando que seguindo os ensinamentos de Baba, ele se opunha ao uso de todas as drogas psicodélicas, tornando-o uma das primeiras estrelas do rock com credibilidade na contracultura. se voltar contra seu uso.

## Vida pessoal

### Relacionamentos
Townshend conheceu Karen Astley, filha do compositor de cinema Edwin Astley, enquanto estava na escola de artes. Eles se casaram em 20 de maio de 1968 e se mudaram para uma casa de três quartos em Twickenham, no sudoeste de Londres, com vista para o Tâmisa. Eles têm três filhos: Emma (nascida em 1969), que é colunista de jardinagem, Aminta (nascida em 1971), que trabalha com produção cinematográfica, e Joseph (nascido em 1989), que estudou design gráfico na Central St.
Townshend e sua esposa se separaram em 1994. Desde então, ele mantém um relacionamento amoroso com a arranjadora e musicista Rachel Fuller, com quem se casou secretamente em 2016. Townshend morava em The Wick, Richmond, Londres, Inglaterra, mas vendeu a casa em agosto de 2021 por mais de £ 15 milhões. Ele também possui uma casa em Churt, Surrey, e em 2010 comprou o arrendamento de parte da propriedade Ashdown House do National Trust em Oxfordshire. De acordo com a lista rica do Sunday Times, seus ativos valiam £ 40 milhões em 2009.

### Sexualidade
Em uma entrevista de 1989 com o apresentador de rádio Timothy White, Townshend aparentemente reconheceu sua bissexualidade, referenciando a música "Rough Boys" em seu álbum de estúdio de 1980, Empty Glass. Ele chamou a música de "revelação, um reconhecimento do fato de que tive uma vida gay e de que entendi o que era o sexo gay". No entanto, em uma entrevista para a Playboy em 1994, ele disse: "Eu fiz uma entrevista sobre isso, dizendo que "Rough Boys" era sobre ser gay, e na entrevista eu também falei sobre minha "vida gay", que— Eu quis dizer - na verdade, era sobre os amigos que tive que são gays. Então o entrevistador meio que pontuou os pontos e cruzou os i e presumiu que isso era uma revelação, o que não era de jeito nenhum. Townshend escreveu mais tarde em sua autobiografia de 2012, Who I Am, que ele é "provavelmente bissexual". Townshend também afirmou que certa vez sentiu atração sexual pelo vocalista principal dos Rolling Stones, Mick Jagger.

### Questões legais
Townshend aceitou uma advertência da Polícia Metropolitana de Londres (o Met) como parte da Operação Ore, uma grande investigação sobre imagens de abuso sexual infantil conduzida em 2002–2003. O Met afirmou que "foi estabelecido que o Sr. Townshend não possuía nenhuma imagem baixada de abuso infantil". Townshend esteve inscrito num registo de criminosos sexuais durante cinco anos, começando em 2003, depois de admitir que tinha usado o seu cartão de crédito para aceder a um site de imagens de abuso sexual infantil. Townshend afirmou que acedeu às imagens como investigação numa campanha contra o abuso sexual infantil – especificamente, para provar que os bancos britânicos eram cúmplices na canalização dos lucros das redes de pedofilia. As autoridades não conseguiram provar que o site acessado por Townshend envolvia crianças e nenhuma evidência incriminatória foi encontrada em seu computador pessoal.

### Perda de audição
Townshend sofre de surdez parcial e zumbido, provavelmente resultado de perda auditiva induzida por ruído devido à sua extensa exposição a música alta. O Who era conhecido como uma banda muito barulhenta em suas apresentações ao vivo; alguns incidentes específicos incluem um show do Who no Charlton Athletic Football Club, Londres, em 31 de maio de 1976, que foi listado como o "Concerto mais alto de todos os tempos" pelo Guinness Book of Records, onde o nível de volume foi medido em 126 decibéis a 32 metros do estágio. Townshend também atribuiu o início de sua perda auditiva à famosa bateria explosiva de Keith Moon durante a aparição do Who em 1967 no The Smothers Brothers Comedy Hour.
Em 1989, Townshend deu o financiamento inicial para permitir a formação do grupo sem fins lucrativos de defesa da audição HEAR (Educação e Conscientização Auditiva para Roqueiros). Depois que o Who se apresentou no intervalo do Super Bowl XLIV, Townshend afirmou que está preocupado com o fato de seu zumbido ter crescido a tal ponto que ele pode ser forçado a interromper completamente as apresentações com a banda. Ele disse à Rolling Stone: "Se minha audição vai ser um problema, não vamos atrasar os shows. Terminamos. Não consigo ver nenhuma maneira de contornar o problema." Neil Young o apresentou a um fonoaudiólogo que sugeriu que ele usasse um monitor intra-auricular e, embora eles tenham cancelado a programação da turnê da primavera de 2010, Townshend usou o dispositivo em seu único show restante em Londres em 30 de março de 2010, para verificar a viabilidade de Townshend continuar a atuar com o Who.
Em março de 2011, Roger Daltrey disse em uma entrevista à BBC que Townshend havia experimentado recentemente uma perda auditiva gradual, mas severa, e agora estava tentando salvar o que restava de sua audição: "Pete está tendo problemas terríveis com sua audição. Ele está muito, muito mal. problemas com isso... não é zumbido, é deterioração e agora ele está seriamente preocupado em realmente perder a audição".
Referindo-se a isso, em julho de 2011, Townshend escreveu em seu blog: "Minha audição está realmente melhor do que nunca porque depois de um susto de feedback no indigO2 em dezembro de 2008, estou cuidando bem dela. Tenho sistemas de computador em meu estúdio que têm me ajudou a fazer meu trabalho de engenharia no próximo lançamento do Quadrophenia. Tive assistência de engenheiros forenses e engenheiros de masterização mais jovens para me ajudar a limpar as altas frequências que estão fora do meu alcance. Os mesmos sistemas de computador funcionam maravilhosamente bem no palco, provando ser foi perfeito para mim quando o Who se apresentou no Super Bowl e fez Quadrophenia para o TCT no Royal Albert Hall em 2010. Tenho 66 anos, não tenho audição perfeita e se ouço música alta ou vou a shows, tendem a ter zumbido".

### Visões políticas
Em 1998, Townshend foi nomeado numa lista dos maiores doadores financeiros privados do Partido Trabalhista do Reino Unido. Ele se recusou a deixar Michael Moore usar "Won't Get Fooled Again" em Fahrenheit 9/11 (2004), dizendo que assistiu Bowling for Columbine (2002) e não ficou convencido. Em 1961, enquanto estava na escola de artes, Townshend juntou-se à Liga Comunista Jovem e foi uma figura proeminente na campanha de recrutamento "Trend" de 1966. Numa entrevista à Penthouse em 1974 ele afirmou que reconhecia na prática que era um capitalista que era bem recompensado pelo seu trabalho, mas que os seus ideais eram comunistas.
Em uma entrevista amplamente divulgada à ABC em 2012, Townshend descreveu-se, brincando, como sendo "um pouco neoconservador", afirmando que: "Gosto da ideia da América como a força policial do mundo. Então não precisamos fazer isso. Vocês resolvem isso".
Em uma entrevista de 2019 ao The Times, Townshend revelou que era a favor da permanência do Reino Unido na União Europeia, afirmando: "Eu sou um Remainer, ele [Roger Daltrey] é um Brexiteer. Eu acredito em Deus, ele não".

## Trabalho de caridade

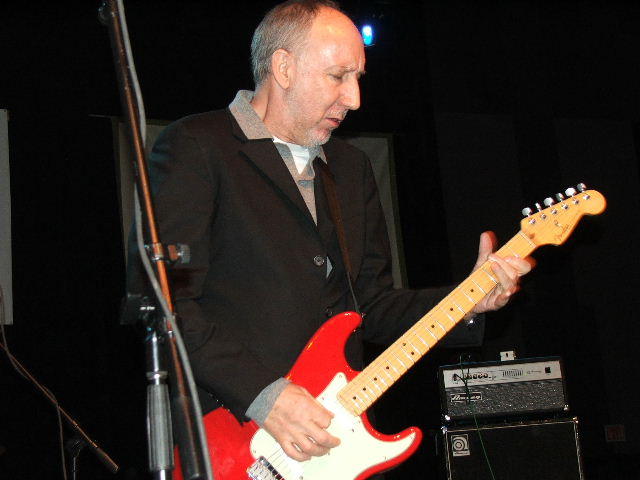
Townshend se apresentando em Austin, Texas, como convidado coadjuvante do amigo e ex-músico do Small Faces / Faces, Ian McLagan em 2007

Townshend teceu uma longa história de envolvimento com várias instituições de caridade e outros esforços filantrópicos ao longo de sua carreira, tanto como artista solo quanto com o Who. Seu primeiro concerto solo, por exemplo, foi um show beneficente em 1974, organizado para arrecadar fundos para o Camden Square Community Play Centre.
O primeiro exemplo público do envolvimento de Townshend com causas de caridade foi em 1968, quando Townshend doou o uso de seu antigo apartamento na Wardour Street para a Associação Meher Baba. No ano seguinte, a associação foi transferida para outro apartamento de propriedade de Townshend, a antiga residência de sua esposa Karen em Eccleston Square. Townshend fez parte de um comitê que supervisionava a operação e as finanças do centro. “O comitê garante que esteja aberto alguns dias por semana, e mantém as contas pagas e a biblioteca cheia”, escreveu ele em um artigo da Rolling Stone de 1970.
Em 1969 e 1972, Townshend produziu dois álbuns de lançamento limitado, Happy Birthday e I Am, para a associação Baba, com sede em Londres. Isso levou a Who Came First, de 1972, um lançamento mais difundido, 15% da receita foi para a associação Baba. Um outro lançamento limitado, With Love, foi lançado em 1976. Uma caixa de edição limitada de todos os três lançamentos limitados em CD, Avatar, foi lançada em 2000, com todos os lucros indo para o Avatar Meher Baba Trust na Índia, que forneceu fundos para um dispensário, escola, hospital e centro de peregrinação.

Em julho de 1976, Townshend abriu o Meher Baba Oceanic, um centro de atividades em Londres para seguidores de Baba, que contava com instalações de dublagem e edição de filmes, um cinema e um estúdio de gravação. Além disso, o centro serviu como ponto de encontro regular para os seguidores de Baba. Townshend ofereceu alojamento muito econômico (supostamente £ 1 por noite) para seguidores americanos que precisavam de pernoite em suas peregrinações à Índia. Townshend escreveu em um artigo da Rolling Stone de 1977:
Durante alguns anos, brinquei com a ideia de abrir uma casa em Londres dedicada a Meher Baba. Nos oito anos em que o segui, doei apenas moedas de cobre para fundações criadas ao redor do mundo para realizar os desejos do Mestre e decidi que já era hora de me arriscar. A Who criou um forte fundo de caridade próprio que apaziguou, até certo ponto, a sensação que tive de que Meher Baba preferiria ter-me visto doar aos pobres do que estabelecer outro chamado “centro espiritual”.
Townshend também embarcou em um projeto dedicado à coleta, restauração e manutenção de filmes relacionados a Meher Baba. O projeto era conhecido como MEFA, ou Meher Baba European Film Archive.

### Instituições de caridade infantis
Townshend tem sido um defensor ativo de instituições de caridade infantis. A estreia da versão teatral de Tommy de Townshend aconteceu no La Jolla Playhouse de San Diego em julho de 1992. O show foi planejado como um benefício para a Nordoff-Robbins Music Therapy Foundation, com sede em Londres, uma organização que ajuda crianças com autismo e deficiência intelectual.
Townshend se apresentou em um evento beneficente de 1995 organizado por Paul Simon no Paramount Theatre do Madison Square Garden para o Children's Health Fund. No ano seguinte, Townshend se apresentou em um evento beneficente anual do Bridge School Benefit, uma instalação da Califórnia para crianças com graves deficiências físicas e de fala, com concertos organizados por Neil e Pegi Young. Em 1997, Townshend estabeleceu um relacionamento com a Maryville Academy, uma instituição de caridade infantil da área de Chicago. Entre 1997 e 2002, Townshend fez cinco shows beneficentes para a Maryville Academy, arrecadando pelo menos US$ 1 600 000. Seu álbum de 1998, A Benefit for Maryville Academy, foi feito para apoiar suas atividades e os lucros das vendas de seu lançamento foram doados a eles.
Como membro do Who, Townshend também realizou uma série de concertos, começando em 2000 para beneficiar o Teenage Cancer Trust no Reino Unido, que arrecadou vários milhões de libras. Em 2005, Townshend se apresentou no Gotham Hall de Nova York para o Four Seasons of Hope da Samsung, uma arrecadação anual de fundos para caridade infantil. No mesmo ano, doou um violão quebrado ao Pediatric Epilepsy Project.
Em 4 de novembro de 2011, Roger Daltrey e Townshend lançaram o Programa de Câncer para Adolescentes e Jovens Adultos Daltrey/Townshend no Ronald Reagan UCLA Medical Center em Los Angeles, a ser financiado pela instituição de caridade Who Cares. O lançamento, seguido no dia 5 de novembro por um evento de arrecadação de fundos, também contou com a presença de Robert Plant e Dave Grohl.

### Reabilitação de drogas
Townshend também defendeu a reabilitação de drogas. Em uma entrevista de rádio em 1985, ele disse:
O que estou fazendo mais ativamente é arrecadar dinheiro para fornecer leitos em clínicas para ajudar pessoas que foram vítimas de abuso de drogas. Na Grã-Bretanha, as instalações são realmente muito, muito, muito escassas ... embora tenhamos um serviço nacional de saúde, um sistema médico gratuito, ele não faz nada em particular para os viciados em drogas de classe A – usuários de cocaína, usuários de heroína ... estamos fazendo muitos progressos... o governo britânico embarcou em uma campanha anti-heroína com publicidade, e fui cooptado por eles como uma espécie de figura de proa, e então várias outras pessoas me cooptaram para suas próprias campanhas, mas meu principal trabalho é arrecadar dinheiro para tentar abrir uma grande clínica.
A "grande clínica" a que Townshend se referia era uma instalação de tratamento de drogas em Londres que ele e a experimentadora de reabilitação de drogas, Meg Patterson, haviam planejado, mas o plano não se concretizou. Dois concertos do Who no início de 1979 arrecadaram £ 20 000 para a Clínica Pharmakon de Patterson em Sussex.
Outros exemplos do ativismo de reabilitação de drogas de Townshend ocorreram na forma de um concerto beneficente em 1984 (aliás, a primeira apresentação ao vivo da banda de Manchester Stone Roses), um artigo que ele escreveu alguns dias depois para o Britain's Mail on Sunday pedindo melhores cuidados para a nação. número crescente de viciados em drogas e a formação de uma organização de caridade, Double-O Charities, para arrecadar fundos para as causas que ele defendeu recentemente. Townshend também vendeu pessoalmente camisetas anti-heroína para arrecadação de fundos em uma série de shows de Bruce Springsteen no Reino Unido e supostamente financiou uma viagem do ex-baterista do Clash, Topper Headon, para se submeter a um tratamento de reabilitação de drogas. A banda de Townshend de 1985-86, Deep End, fez dois shows beneficentes na Brixton Academy em 1985 para a Double-O Charities.

### Anistia Internacional
Em 1979, Townshend doou seus serviços à organização de direitos humanos Amnesty International quando cantou três músicas para o show beneficente The Secret Policeman's Ball - performances que foram lançadas em disco e vistas no filme do show. As performances acústicas de Townshend de três de suas canções ("Pinball Wizard", "Drowned" e "Won't Get Fooled Again") foram posteriormente citadas como precursoras e inspiração para o fenômeno "unplugged" na década de 1990.
Townshend foi convidado para se apresentar para a Anistia por Martin Lewis, o produtor de The Secret Policeman's Ball, que afirmou mais tarde que a participação de Townshend foi a chave para garantir a participação subsequente para a Anistia (no show sequencial de 1981) de Sting, Eric Clapton, Jeff Beck, Phil Collins e Bob Geldof. Outros artistas inspirados a apoiar a Anistia Internacional em futuros shows do Secret Policeman's Ball e outros benefícios devido ao compromisso inicial de Townshend com a organização incluem Peter Gabriel, Bruce Springsteen, David Gilmour e o vocalista do U2, Bono, que em 1986 disse à revista Rolling Stone: "Eu vi o Secret Policeman's Ball e isso se tornou parte de mim. Plantou uma semente..."

## Discografia

### Álbuns solo
- Who Came First (1972)
- Rough Mix (1977) (com Ronnie Lane)
- Empty Glass (1980)
- All the Best Cowboys Have Chinese Eyes (1982)
- White City: A Novel (1985)
- The Iron Man: A Musical (1989)
- Psychoderelict (1993)

Townshend também lançou vários álbuns dedicados ao seu mentor espiritual Meher Baba, listados na página da discografia.

### Participações especiais
Em 1968, Townshend ajudou a montar uma banda chamada Thunderclap Newman composta por três músicos que ele conhecia: o pianista Andy Newman (um antigo amigo da escola de arte), o baterista John "Speedy" Keen (que havia escrito "Armenia City in the Sky" para o Who gravar para seu álbum de estúdio de 1967, The Who Sell Out) e o guitarrista adolescente Jimmy McCulloch (que mais tarde se juntaria aos Wings). Townshend produziu a banda e tocou baixo em suas gravações sob o pseudônimo irônico de "Bijou Drains". Sua primeira gravação foi o single "Something in the Air", que se tornou um hit número um no Reino Unido e um sucesso substancial em outras partes do mundo. Após esse sucesso, Townshend produziu seu único álbum, Hollywood Dream.
Em 1971, Townshend, junto com Keith Moon e Ronnie Lane, apoiou Mike Heron (da Incredible String Band) em uma música "Warm Heart Pastry" do primeiro LP solo de Heron, Smiling Men with Bad Reputations. Nas notas do álbum, eles estão listados como "Tommy and the Bijoux".
Em 1984, Townshend contribuiu com a letra da faixa "I'm the Answer" do álbum solo de estreia de seu irmão Simon, Sweet Sound.
Townshend compartilha os créditos de composição de duas canções ("Love on the Air" e "All Lovers Are Deranged") do álbum solo de 1984 do guitarrista do Pink Floyd, David Gilmour, About Face.
Durante grande parte de 2005, Townshend gravou e se apresentou ao lado de sua namorada Rachel Fuller, uma pianista e cantora e compositora com formação clássica.
Em 2006, Townshend abriu um site para implementação do Método Lifehouse baseado em seu conceito Lifehouse de 1971. Este site foi feito em colaboração com o compositor Lawrence Ball e o desenvolvedor de software David Snowden, com instrumentação de Steve Hills. Os candidatos no site poderiam inserir dados para compor um “retrato” musical que a equipe musical poderia então desenvolver em composições maiores para um concerto planejado ou série de concertos.
Outras aparições incluem:
- The Kids Are Alright com The Who, documentário de rock, dirigido por Jeff Stein (1979)
- "Because You're Young" com David Bowie em Scary Monsters (1980)
- Backing vocals em "Slave" com "The Rolling Stones" Tattoo You (1981)
- Guitarra acústica em "Ball and Chain" com Elton John em Jump Up! (1982)
- Backing vocals em "I'm the Answer" com Simon Townshend em Sweet Sound (1983)
- "Lonely at the Top" e "Hard Woman" com Mick Jagger em She's the Boss (1985)
- Guitarra em "Town of Plenty" com Elton John em Reg Strikes Back (1988)
- Guitarra acústica com Prefab Sprout em "Hey Manhattan!" em From Langley Park To Memphis (1988)
- "Substitute" com os Ramones em Acid Eaters (1993)
- "Joy" e "Gun" com Mick Jagger em Goddess in the Doorway (2001)
- "Slow Burn" com David Bowie em Heathen (2002)
- "Angry" e "Move Over Busker" no Press to Play de Paul McCartney (1986)
- "Travelator" em Electronica 1: The Time Machine de Jean-Michel Jarre (2015)

## Prêmios
- BRIT Awards 1983 – Prêmio Life Achievement
- Q Awards 1991 – Prêmio de Mérito
- International Rock Awards 1991 - Prêmio Lenda Viva[162]
- Tony Award 1993 - Melhor Trilha Sonora Original (música e letra) - The Who's Tommy (gravata)
- Grammy Awards 1994 – Melhor Álbum de Show Musical (como compositor e letrista de Tommy do The Who)
- Q Awards 1998 – Prêmio Compositor
- Grammy Awards 2001 – Prêmio pelo conjunto de sua obra
- Ivor Novello Awards 2001 - Prêmio pelo conjunto de sua obra[163]
- South Bank Show Award 2007 - Prêmio pelo conjunto de sua obra
- Doutorado honorário da University of West London, 2010[164]
- MOJO Awards 2008 – Hall da Fama
- MOJO Awards 2008 – Compositor Clássico
- Prêmio de Álbum Clássico para Quadrophenia do Classic Rock Roll of Honor Awards no The Roundhouse, 9 de novembro de 2011, Londres, Inglaterra
- TEC Awards 2013 – Prêmio Les Paul[165]
- Prêmio Stevie Ray Vaughan 2015[166]
- Prêmio George and Ira Gershwin 2016 - Conquista Musical Vitalícia.[167][168]
- Academy of Achievement 2019 – Prêmio Placa de Ouro. Townshend recebeu sua Placa de Ouro junto com Roger Daltrey e apresentada pelo membro do Conselho de Premiação Peter Gabriel.[169][170]

## Outras homenagens vitalícias
- Hall da Fama do Rock and Roll (1990)
- Hall da Fama da Música do Reino Unido (2005)
- Honras do Kennedy Center (2008)